# Adelphobates castaneoticus
Adelphobates castaneoticus, nach alternativer Taxonomie auch als Dendrobates castaneoticus klassifiziert, ist ein Froschlurch aus der Familie der Baumsteigerfrösche (Dendrobatidae).

## Merkmale
Adelphobates castaneoticus gehört zu den kleinsten Baumsteigerfröschen und hat eine Gesamtlänge von etwa 18 bis 23 mm. Dabei sind die Weibchen im Regelfall größer als die Männchen, unterscheiden sich jedoch in der Färbung nicht von ihnen. Die Grundfarbe des Tieres ist ein glänzendes Schwarz mit weißen oder gelben Flecken und Sprenkeln, die bei einigen Individuen in helle Linien übergehen können. Innerhalb des Verbreitungsgebietes variiert die Färbung nur relativ wenig. Die Ansatzstellen der Vorderbeine sowie die Hinterbeine oberhalb und unterhalb der Knie zeigen große, orangefarbene Flecken, die eventuell zur Verwirrung von potentiellen Fressfeinden dienen sollen. Die Hinterbeinflecken verschmelzen in Ruhestellung zu einem einzigen großen Fleck. Unterhalb der Kehle besitzen die Tiere einen weiteren orangefarbenen Fleck, der nur in der Ventralsicht sichtbar ist.

## Verbreitung

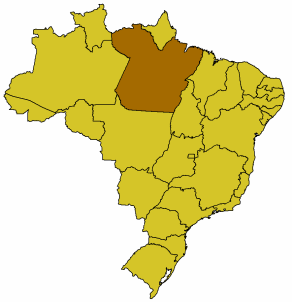
Die Art ist in einem relativ großen Bereich des brasilianischen Bundesstaates Pará verbreitet

Das Verbreitungsgebiet von Adelphobates castaneoticus beschränkt sich auf eine Region in Brasilien. Er wurde bisher im Staat Pará in Flachlandwäldern nahe Cachoeira Juruá am Rio Xingu (Terra typica), in Taperinha und in Flona Tapajos sowie Santarem gefunden. Aufgrund des großen Abstandes dieser Gebiete zueinander und trotz geringer wissenschaftlicher Sammlungen der Frösche wird angenommen, dass er über ein relativ weites Verbreitungsgebiet verfügt.

## Lebensweise
Adelphobates castaneoticus ist tagaktiv und hält sich vor allem im Laub des Bodengrundes oder in niedrigen Höhen auf. Nur sehr selten ist er in höheren Bäumen zu finden. Er ist ein Insektenfresser und ernährt sich vor allem von Ameisen, Termiten und anderen kleinen Insekten.
Während der Paarungszeit rufen die Männchen nach den Weibchen, diese können keine Rufe abgeben. Die Weibchen legen  durchschnittlich 2 bis 6 Eier pro Gelege, Maximalgrößen von bis zu 12 Eiern sind dokumentiert. Nach dem Schlupf der Kaulquappen werden diese von der Mutter einzeln in kleine Wasseransammlungen, beispielsweise in Baumhöhlen (Phytotelmata) oder Nussschalen, verfrachtet, wo sie sich von Insektenlarven, anderen Kaulquappen und Pflanzenmaterial ernähren. Sie und die Jungfrösche wachsen sehr schnell und erreichen ihre Geschlechtsreife mit 5 bis 7 Monaten.

## Systematik
Adelphobates castaneoticus wurde ursprünglich als Art der Gattung Dendrobates beschrieben und ist heute die Typusart der Gattung Adelphobates. Der nahe verwandte A. quinquevittatus stellt die Schwesterart dar. Ebenfalls in diese Gattung ist A. galactonotus eingeordnet.
Die Gattung Adelphobates wurde 2006 von Grant et al. im Rahmen einer umfassenden Revision der Baumsteigerfrösche eingeführt. Alle Adelphobates-Arten gehörten vorher der Gattung Dendrobates an und wurden entsprechend als eigenes Taxon ausgegliedert und dieser als Schwestertaxon gegenübergestellt.

## Gefährdung
Adelphobates castaneoticus wird aufgrund seines relativ weiten Verbreitungsgebietes und der angenommenen großen Population in der Roten Liste der IUCN als nicht gefährdet („Least Concern“) eingestuft.

## Etymologie
Adelphobates castaneoticus wird im englischen Sprachraum als Brazil-nut Poison Frog bezeichnet. Dieser Name leitet sich von dem Epitheton castaneoticus (lat.: castanea = „Kastanie“ und -(t)icus = „zugehörig“) ab. Dieses bezieht sich auf die Paranuss oder auch Brasilnuss (Bertholletia excelsa), die in Brasilien unter dem Trivialnamen „Castanha do Pará“ bekannt ist. Benannt wurde der Frosch nach dieser Art, weil die Larven häufig in den geöffneten Fruchtschalen dieser Nüsse zu finden sind.

## Belege